# Cascabel

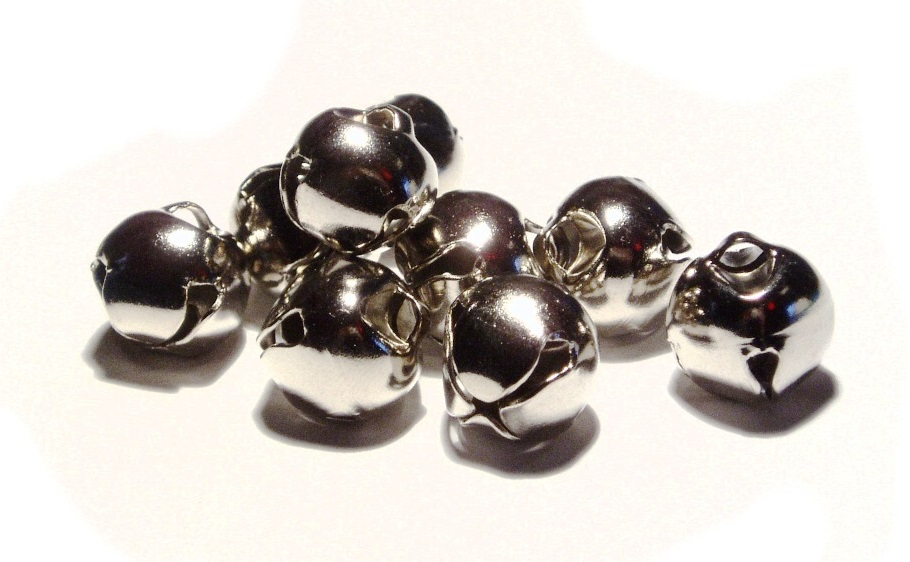
Un grupo de cascabeles.

Un cascabel es una pequeña esfera de metal ahuecada con una pequeña abertura, dentro de la cual hay otra más de menor tamaño llamada escrupulillo. Esta esfera tiene un agujero que permite la resonancia. El sonido se produce por el choque entre las dos esferas, la exterior y la interior. Su sonido es generalmente agudo, y es un instrumento de percusión.
Una variedad del instrumento es el palo de cascabeles, consistente en un mango con cascabeles. Forma parte de la orquestación de obras como la de Mahler o El teniente Kijé de Prokófiev.

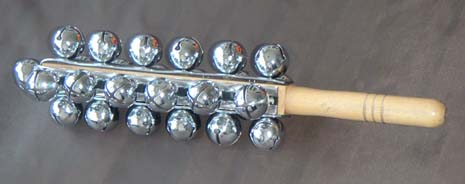
Palo de cascabeles

## Historia
Se han encontrado pequeños pizarras de bronce creados en la Edad del Bronce; en yacimientos cartagineses, ibéricos y celtibéricos, y en pueblos ya romanizados. Se colgaban al cuello del ganado para ahuyentar los males, por ejemplo para ahuyentar las arañas que acechasen a los caballos o para alejar a los demonios, aunque es posible que también los llevasen las personas con el mismo propósito. Un remanente de esta práctica son los cencerros que todavía se colocan a las vacas en Álava. También se les incluyen las serpientes de cascabel